# Rjazanskij prospekt (stanice metra v Moskvě)
Rjazanskij prospekt (rusky Рязанский Проспект) je stanice moskevského metra na Tagansko-Krasnopresněnské lince, v její jihovýchodní části. Otevřena byla 31. prosince 1966. Svůj název má podle stejnojmenné ulice, jedné z významných a dlouhých radiál, vycházejících z centra Moskvy směrem k okolním městům, v tomto případě k Rjazani.

## Charakter stanice
Rjazanskij prospekt je hloubená, podzemní stanice, vybudovaná podle klasické koncepce. Ostrovní nástupiště podpírají dvě řady sloupů, obložených šedým mramorem; pro stěny za nástupištěm pak byly jako obklad použity bílé dlaždice. V horní části stěny byl použit tradiční rjazaňský vzor, aby tak byl zdůrazněn charakter tohoto místa. Výstupy ze stanice vycházejí dva, každý do vlastního povrchového vestibulu; oba jsou umístěny na Rjazanském prospektu. Celkem se jedná o stanici relativně hodně vytíženou; denně zde nastoupí a vystoupí podle průzkumu z roku 2002 celkem 70 410 cestujících.